# بورتابل أبس.كوم
 بورتابل أبس دوت كوم PortableApps.com هو موقع ويب يقدم العديد من تطبيقات Windows المجانية شائعة الاستخدام والتي تم حزمها خصيصًا للتشغيل كنسخة برامج محمولة ، حيث يمكن استخدام هذه التطبيقات المحمولة من أجهزة الوسائط القابلة للإزالة مثل وحدة الذاكرة الفلاشية USB و يتم تخزين بيانات المستخدم في مجلد فرعي ، مما يسمح للمستخدم بترقية البرنامج أو نقله دون التأثير على البيانات. ولإزالة أي برنامج ، يمكن للمستخدم ببساطة حذف المجلد الرئيسي للبرنامج.
الموقع أسسها جون تي هالر ويتضمن مساهمات من أكثر من 100 شخص آخر، بما في ذلك المطورين والمصممين والمترجمين.

## التاريخ
في مارس 2004 بدأ المشروع بأنشاء النسخة المحمولة لبرنامج Mozilla Firefox. ثم قام جون ت. هالر بتوسيع المشروع ليشمل موزيلا ثندربيرد وOpenOffice.org ، و سرعان ما تفوقت مجموعة البرامج المحمولة مفتوحة المصدر على موقع Haller الشخصي ونقله إلى الموقع   PortableApps.com. 
و يستضيف الموقع حاليًا العديد من المشروعات التي أنشأها أعضاء المنتدى. يستخدم الموقع أيضًا للإبلاغ عن الأخطاء والاقتراحات.
ويتم استضافة بعض توزيعات بورتابل أبس على SourceForge.

## صيغة الملفات
مثبتات التطبيقات المصممة للاستخدام مع قائمة تطبيق بورتابل أبس تتبع صيغة ملفات والتي تنتهي بـالامتداد .paf.exe ، والتي تقوم بتخزين بيانات البرامج في مجلد البيانات ، كما تسمح بنسخ احتياطية بسيطة من البيانات باستخدام الاداة PortableApps.com Backup بالإضافة إلى تضمين وثائق من نوع HTML لشرح مراحل التثبيت  
يجب أن تكون تلك المثبتات مطورة ببرنامج  مثبّتات NSIS ، والتي تخرج ملف تنفيذي أو ملف مضغوط به امكانية فك الضغط ذاتيا  
يمكن تشغيل معظم التطبيقات على معظم أجهزة الكمبيوتر التي بها ويندوز 2000   أو الاصدارات التالية. ويمكن تشغيل معظم البرامج على أنظمة تشغيل أخرى  باستخدام برنامج واين والذي  يمكن أنظمة التشغيل شبيهة يونيكس من تشغيل البرمجيات التي كتبت لمايكروسوفت ويندوز
النسخ القديمة من التطبيقات تعمل أيضا على نظم التشغيل Windows 95/98 / Me ، اما الإصدارات الحديثة من التطبيقات فلن تعمل على هذه الأنظمة القديمة.

## مشغل تطبيقات بورتبال أبس
يتم استخدام مشغل PortableApps.com Launcher (المعروف أيضًا باسم PAL) لجعل التطبيقات محمولة عن طريق  إعادة توجيه مسار ملف التشغيل إلى مجلدات التطبيق  ، واحداث التغييرات اللازمة في إعدادات التطبيق  
لذا فأن مشغل PortableApps.com Launcher يتيح جعل البرنامج محمولًا دون الحاجة إلى كتابة تعليمات برمجية مخصصة أو إجراء تغييرات على التطبيق الأساسي. وبالرغم من ذلك  فلا تزال بعض حزم البرامج التي تم إصدارها على PortableApps.com تحتوي  على مشغلات مخصصة خاصة بها  
يتم استخدام PortableApps.com Launcher في جميع التطبيقات الجديدة التي تم إصدارها. بواسطة  نظام تثبيت Nullsoft Scriptable . 

## منصة بورتابل أبس
منصة بورتابل أبس تشمل الميزات التالية : 
- قائمة بالتطبيقات المحمولة المثبتة داخل التطبيق
- مجلد التطبيقات للعثور على التطبيقات الجديدة وتثبيتها.
- وظيفة البحث في محرك أقراص فلاش USB الخاص بك.
- برنامج التحديث للحصول على تحديثات للتطبيقات المثبتة
- خطوط النسخة المحمولة
- أدوات النسخ الاحتياطي

## روابط خارجية
- بورتابل أبس.كوم على موقع Open Hub (الإنجليزية)
- بورتابل أبس.كوم على موقع SourceForge (الإنجليزية)

- الموقع الرسمي للبرنامج